# Куперівська пара
Ку́перівська па́ра — квазічастинка, зв'язаний стан двох електронів у кристалі, що виникає в умовах слабкого притягання, зумовленого взаємодією з іншими збудженнями, зокрема коливаннями кристалічної ґратки.
Поняття Куперівської пари лежить в основі теорії БКШ, яка пояснює явище надпровідності.
В куперівські пари об'єднуються електрони з енергією близькою до рівня Фермі і протилежними значеннями квазіімпульсів і спінів. Енергія зв'язаного стану дещо менша за енергію Фермі, що призводить до появи щілини в енергетичному спектрі електронних збуджень саме поблизу рівня Фермі. Існування такої щілини зводить до нуля процеси розсіювання, що зумовлює виникнення надпровідного стану.
Якісно куперівську пару можна зрозуміти, виходячи з уявлення про те, що, рухаючись кристалом, електрон поляризує кристалічну ґратку, утворюючи канал, яким можуть рухатись два електрони — в протилежних напрямках.
Куперівські пари існують лише при низьких температрурах, коли відсутні високоенергетичні фонони, взаємодія з якими зруйнувала б зв'язування.
Відкриття високотермпературної надпровідності призвело до виникнення численних теоретичних моделей, в яких зв'язування електронів в куперівські пари зумовлюється іншими збудженнями, відмінними від фононів. Проте експериментального підтвердження існування таких пар досі немає.
Своєю назвою куперівська пара завдячує Леону Куперу, який отримав Нобелівську премію з фізики за пояснення явища надпровідності (разом із Джоном Бардіном і Джоном Шріффером).